# Bryoglossum
Bryoglossum is een geslacht van schimmels behorend tot de familie Bryoglossaceae. De typesoort is Bryoglossum gracile.

## Soorten
Volgens Index Fungorum telt het geslacht twee soorten (peildatum december 2022):
| Soortnaam           | Auteur(s)           | Publicatiejaar |
| ------------------- | ------------------- | -------------- |
| Bryoglossum gracile | (P. Karst.) Redhead | 1977           |
| Bryoglossum rehmii  | (Bres.) Ohenoja     | 1996           |